# عليآباد تشراغ (مقاطعة دلفان)
عليآباد تشراغ (بالفارسية: علی‌آباد چراغ) هي مستوطنة تقع في قسم خاوة الجنوبي الريفي (مقاطعة دلفان) في إيران. يقدر عدد سكانها بـ 147 نسمة بحسب إحصاء 2016.